# Министър на земеделието и горите на България
Министърът на земеделието и горите е член на правителството и върховен орган на държавната власт осъществяващ държавната политика в областта на земеделието и горите на Народна република България и република България в периодите 1947 – 1948, 1957 – 1960, 1986 - 1987 г , 1987 – 1990 и 1999 – 2007 г. , когато стои начело на Министерството на земеделието и горите.  През периодът декември 1986- август 1987г длъжността се нарича Председател на Съветът по селско и горско стопанство който е и  Заместник-председател на Министерския съвет (Вицепремиер). Избира се от Народното събрание.

## Министри

### Министър на земеделието и горите (1947 – 1948)
| правителство  | име            | дати                                | партия | партия |
| ------------- | -------------- | ----------------------------------- | ------ | ------ |
| Г. Димитров 2 | Георги Трайков | 11 декември 1947 – 19 декември 1948 | БЗНС   |        |

### Министър на земеделието и горите (1957 – 1960)
| правителство | име            | дати                           | партия | партия |
| ------------ | -------------- | ------------------------------ | ------ | ------ |
| Югов 1       | Станко Тодоров | 1 февруари 1957 – 11 юли 1957  | БКП    |        |
| Югов 1       | Иван Пръмов    | 11 юли 1957 – 15 януари 1958   | БКП    |        |
| Югов 2       | Иван Пръмов    | 15 януари 1958 – 29 април 1960 | БКП    |        |

### Министър на земеделието и горите (1986)
| правителство | име           | дати                           | партия | партия |
| ------------ | ------------- | ------------------------------ | ------ | ------ |
| Филипов      | Алекси Иванов | 24 март 1986 – 19 юни 1986     | БЗНС   |        |
| Атанасов     | Алекси Иванов | 19 юни 1986 – 26 декември 1986 | БЗНС   |        |

### Председател на Съвета по селско и горско стопанство (1986 – 1987)
| правителство | име           | дати                              | партия | партия |
| ------------ | ------------- | --------------------------------- | ------ | ------ |
| Атанасов     | Алекси Иванов | 26 декември 1986 – 19 август 1987 | БЗНС   |        |

Съветът по селско и горско стопанство при Министерския съвет е създаден с решение на IX народно събрание на 25 декември 1986 г. Това един от четирите съвета при МС които по своята структура са уникални в политическата история тъй като в изпълнение на своите функции те издават решения които имат силата на актове на Министерския съвет тоест на решения на правителството и така са равни на Министерския съвет независимо от неговото съществуване като това е без аналог в историята на българската политика нито преди нито след тяхното закриване. Председателите на тези съвети са и Заместник-председатели на Министерския съвет (вицепремиери) но функциите на Председатели на тези съвети ги изравняват с министър-председателските в областта на съответния ресор и решенията на съвета по селско и горско стопанство не само имат силата на актове на Министерския съвет но и са задължителни за министерствата и другите ведомства.
С решението на Народното събрание от 25 декември 1986 г. Алекси Иванов е избран за Заместник-председател на Министерския съвет (Вицепремиер) и Председател на Съвета по селско и горско стопанство при МСкойто е единствен негов ръководител. Също така Съветът по селско и горско стопанство при МС осъществява единно държавно ръководство и координира дейностите в аграрно промишления комплекс на страната което е основна негова функция.

### Министър на земеделието и горите (1987 – 1990)
| правителство | име           | дати                               | партия | партия |
| ------------ | ------------- | ---------------------------------- | ------ | ------ |
| Атанасов     | Алекси Иванов | 19 август 1987 – 19 декември 1988  | БЗНС   |        |
| Атанасов     | Георги Менов  | 19 декември 1988 – 8 февруари 1990 | БЗНС   |        |

- Министерство на земеделието и горите (МЗГ) , създадено на 19 август 1987г е със статут по висок от този на обикновено министерство, тъй като има функции на суперминистерство , създадено така с още 4 суперминистерства ( на икономиката и планирането , на външноикономическите връзки , на културата , науката и просветата и на народното здраве и социалните грижи ), заедно с което МЗГ наследява функциите на бившият Съвет по селско и горско стопанство при Министерският съвет , като освен редовни министерски заповеди , министерството има право да издава заповеди имащи силата на актове на Министерският съвет.В качеството си на министър на земеделието и горите Алекси Иванов получава и ранг на заместник-председател на Министерският свет, без да заема такава длъжност , като този статут на министерството е в сила до 19 декември 1988г.

### Министър на земеделието и горите (1999 – 2007)
| правителство | име                | дати                              | партия  | партия |
| ------------ | ------------------ | --------------------------------- | ------- | ------ |
| Костов       | Венцислав Върбанов | 21 декември 1999 – 24 юли 2001    | БЗНС-НС |        |
| Симеон II    | Мехмед Дикме       | 24 юли 2001 – 23 февруари 2005    | ДПС     |        |
| Симеон II    | Нихат Кабил        | 23 февруари 2005 – 17 август 2005 | ДПС     |        |
| Станишев     | Нихат Кабил        | 17 август 2005 – 18 юли 2007      | ДПС     |        |